# Konarzyny (gmina)
Pour les articles homonymes, voir Konarzyny.
La gmina de Konarzyny est une commune rurale de la voïvodie de Poméranie et du powiat de Chojnice. Elle s'étend sur 104,27 km2 et comptait 2.178 habitants en 2006. Son siège est le village de Konarzyny qui se situe à environ 18 kilomètres au nord-ouest de Chojnice et à 102 kilomètres au sud-ouest de Gdańsk, la capitale régionale.

## Villages
La gmina de Konarzyny comprend les villages et localités de Binduga, Borne, Boryń, Ciecholewy, Duża Kępina, Dzięgiel, Jaranty, Jonki, Kępinka, Kiełpin, Konarzynki, Konarzyny, Korne, Niepszczołąg, Nierostowo, Nowa Karczma, Nowa Parszczenica, Parszczenica, Popielewo, Pustkowie, Rowista, Zielona Chocina, Zielona Huta, Złota Góra, Żychce et Żychckie Osady.

## Gminy voisines
La gmina de Konarzyny est voisine des gminy de Chojnice, Człuchów, Lipnica et Przechlewo.